# Lucilia cuprina
Lucilia cuprina är en tvåvingeart som först beskrevs av Christian Rudolph Wilhelm Wiedemann 1830.
Lucilia cuprina är medlem av familjen spyflugor. Inga underarter finns listade i Catalogue of Life.

## Bildgalleri

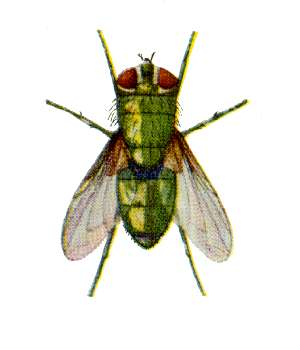
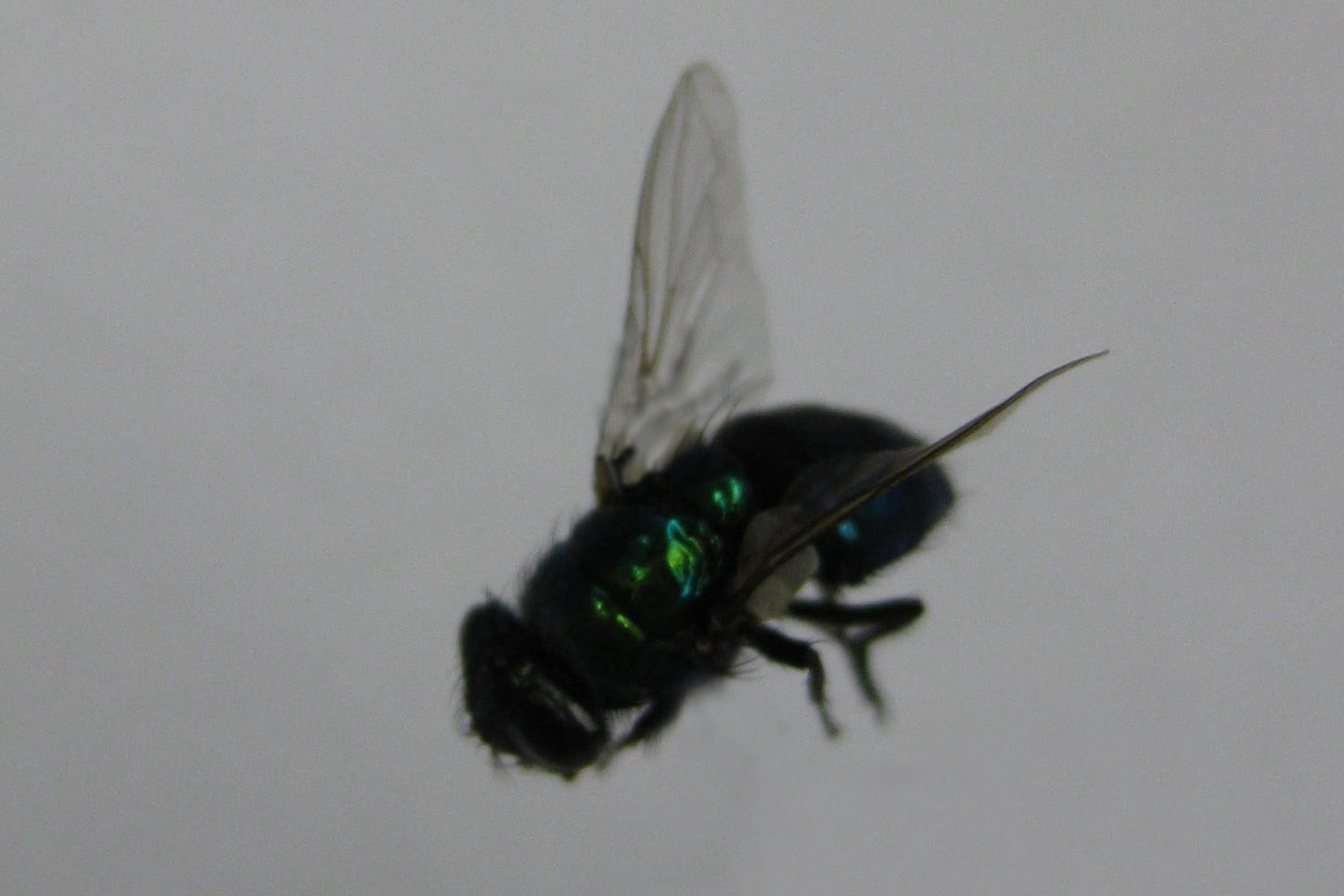
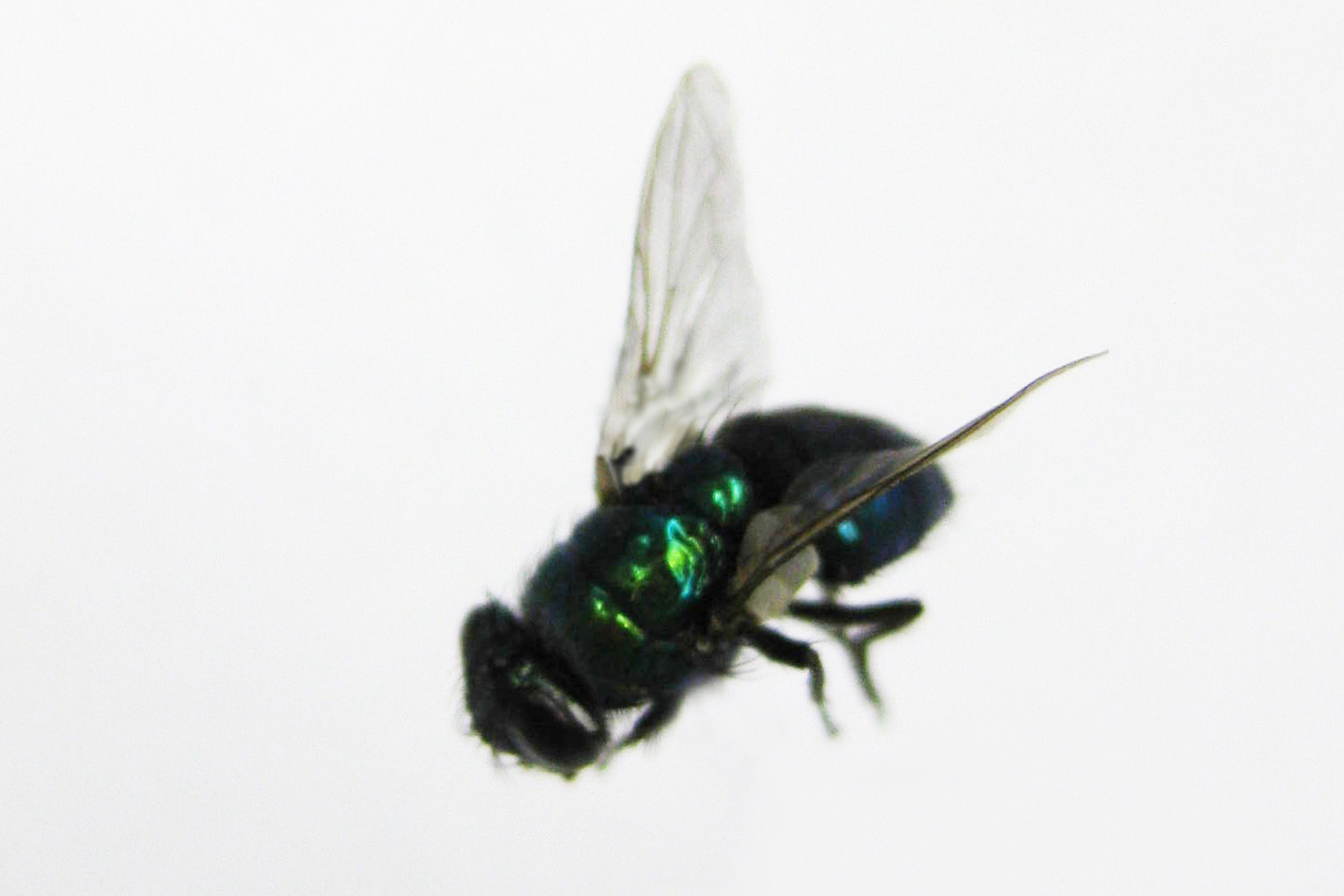